# هتهی‌وند
هتهی‌وند (به انگلیسی: Hathiwind) یک روستا در پاکستان است که در پنجاب واقع شده‌است.